# De Waterdrager
Het kunstwerk De Waterdrager staat op de hoek van de Kleine Noord en de Noorderveemarkt in de Noord-Hollandse stad Hoorn. Het kunstwerk bestaat uit een mensfiguur met een betonnen bak op de rug waar water uit stroomt. Het figuur staat midden in een ronde bak met water.

## Geschiedenis
In 2000 wijzigde de gemeente Hoorn haar kunstbeleid, waardoor er niet langer alleen bij nieuwbouw een percentage voor kunst vrijgemaakt werd, maar ook bij het bouwrijp maken en herinrichten van de openbare ruimte. Het ontwerp werd in februari 2002 bekendgemaakt als afsluiting voor de herinrichting van het Kleine Noord, waar het pleintje officieel nog onderdeel van uit maakt. Het kunstwerk zou op 14 december 2002 onthuld worden, echter door vorst kon het niet doorgaan. Het onthullingsfeest, tevens een feest ter afsluiting van de werkzaamheden aan de straat, werd wel gehouden. In de week erna werd er een opblaas kerstman op de toekomstige plek van het kunstwerk geplaatst. De Waterdrager werd uiteindelijk op 11 maart 2003 op de sokkel geplaatst. De officiële onthulling gebeurde op 29 maart 2003.
Enkele dagen voor de officiële onthulling werd een plaquette aangebracht ter herinnering aan de vroegere veemarkten die in Hoorn gehouden werden. In de middeleeuwen werden er op de Noorderveemarkt voor het eerst markten gehouden en in het jaar 2000 werd er, vanwege de MKZ-crisis, voor het laatst een koemarkt georganiseerd op de Veemarkt.

## Ontwerp
De fontein bestaat uit een bassin met in het midden het kunstwerk dat bestaat uit een mensfiguur met een blok op de rug draagt. Uit dit blok stroomt water op het hoofd van het mensfiguur. Het cirkelvormige bassin bestaat uit een betonnen rand, dat meteen fungeert als zitmogelijkheid. Het beton heeft de kleur van natuursteen en moet in de loop van de jaren daar ook meer op gaan lijken.
In het technische gedeelte zit ook een koeling, zodat er bij warm weer geen legionella in kan gaan groeien.